# Castel Sant'Angelo (Licata)
Il Castel Sant'Angelo, si trova a Licata, nel libero consorzio comunale di Agrigento, in Sicilia. Sorge sull'estrema propaggine orientale del monte Eknomo, a 130 metri s.l.m. e domina il porto a meridione, la città e la pianta e settentrione. Tutt'intorno sorge l'antica colonia greca di Finziade.

## Storia

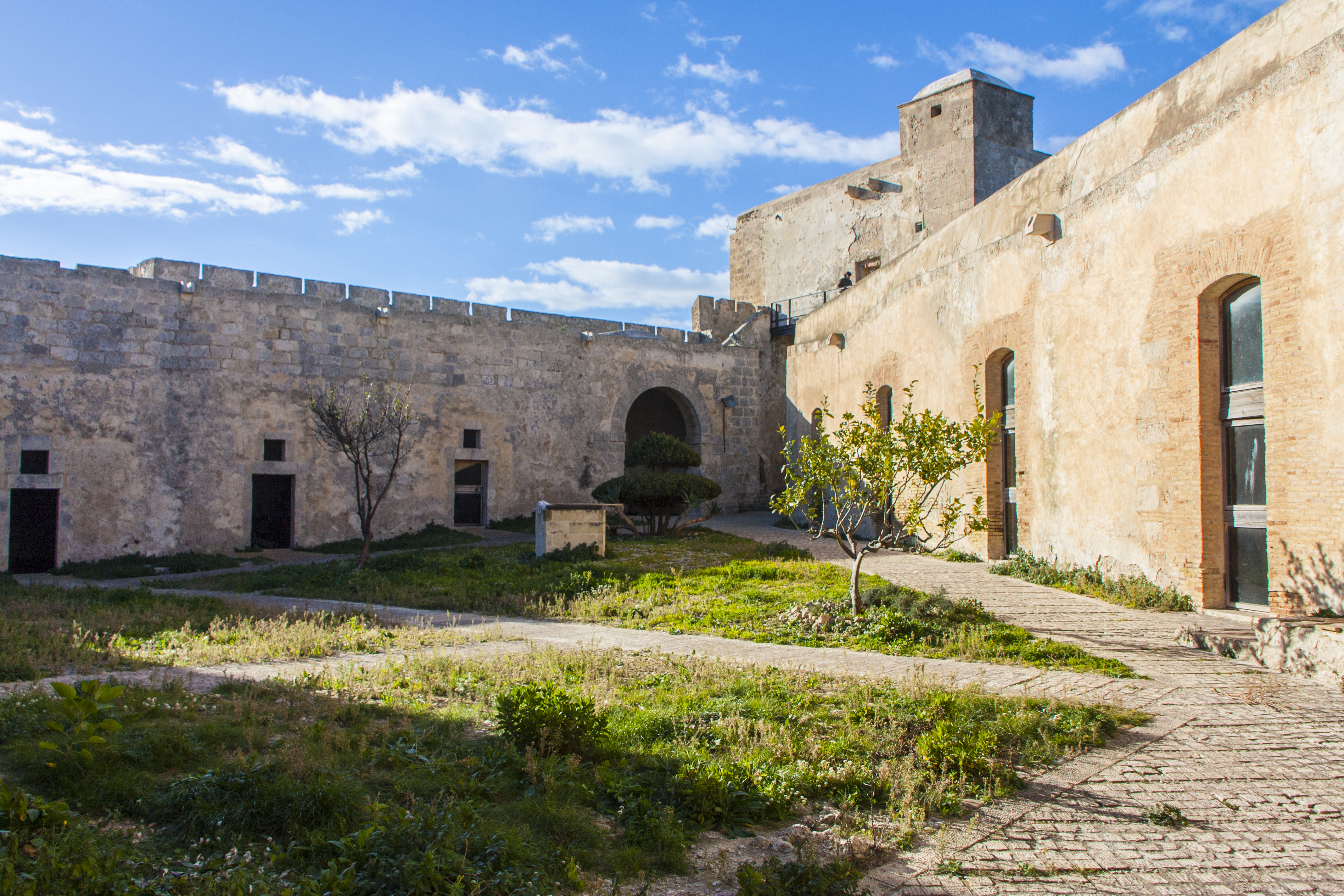
Il cortile interno

La costruzione venne iniziata da Hernando Petigno, comandante generale della cavalleria del Regno di Sicilia e Governatore della Piazza militare di Siracusa, nel 1615 a fianco di una preesistente torre di avvistamento a base quadrangolare realizzata tra il 1583 ed il 1585 su progetto dell'ingegnere Camillo Camilliani. I lavori vennero interrotti fino al 1636, anno in cui vennero ripresi. La direzione del lavori e la cura per l'armamento fu affidata a Serpione Cottone, Marchese d'Altamura. Il bastione fu completato ed inaugurato nel 1640 e costituisce un raro esempio di fortezze barocche sorte in Sicilia nel XVII. Secolo.
Il castello non subì mai attacchi di nessun genere, smilitarizzato, fu adibito a telegrafo ad asta, per servizio di Stato, dal 1849 al 1856. Ai primi del '900 vi fu impiantato un “semaforo” con un presidio dell'Aeronautica Militare, che continuò a funzionare fino al 1965, anno in cui il Castello fu definitivamente abbandonato. Con decreto dell'8 luglio 1969, è stato dichiarato di particolare interesse artistico e storico, ai sensi della legge 1º giugno 1939 nº 1089.
Negli anni '80 è stato oggetto di un intervento di restauro dalla Soprintendenza BB.CC.AA. di Agrigento rivolto essenzialmente al recupero della torre e di alcuni ambienti che prospettano sulla corte riuscendo a recuperare totalmente l'organismo architettonico con l'esecuzione di tutte le opere indispensabili al fine della sua migliore conservazione e consentire una completa fruizione sia dell'atrio interno sia delle terrazze. Il suo collocarsi al centro di una zona archeologica di eccezione interesse, al centro cioè della città ellenistica che si estende sulla sommità del Monte Sant'Angelo, ne fa il naturale punto di riferimento per i visitatori dell'area archeologica circostante.

## La struttura

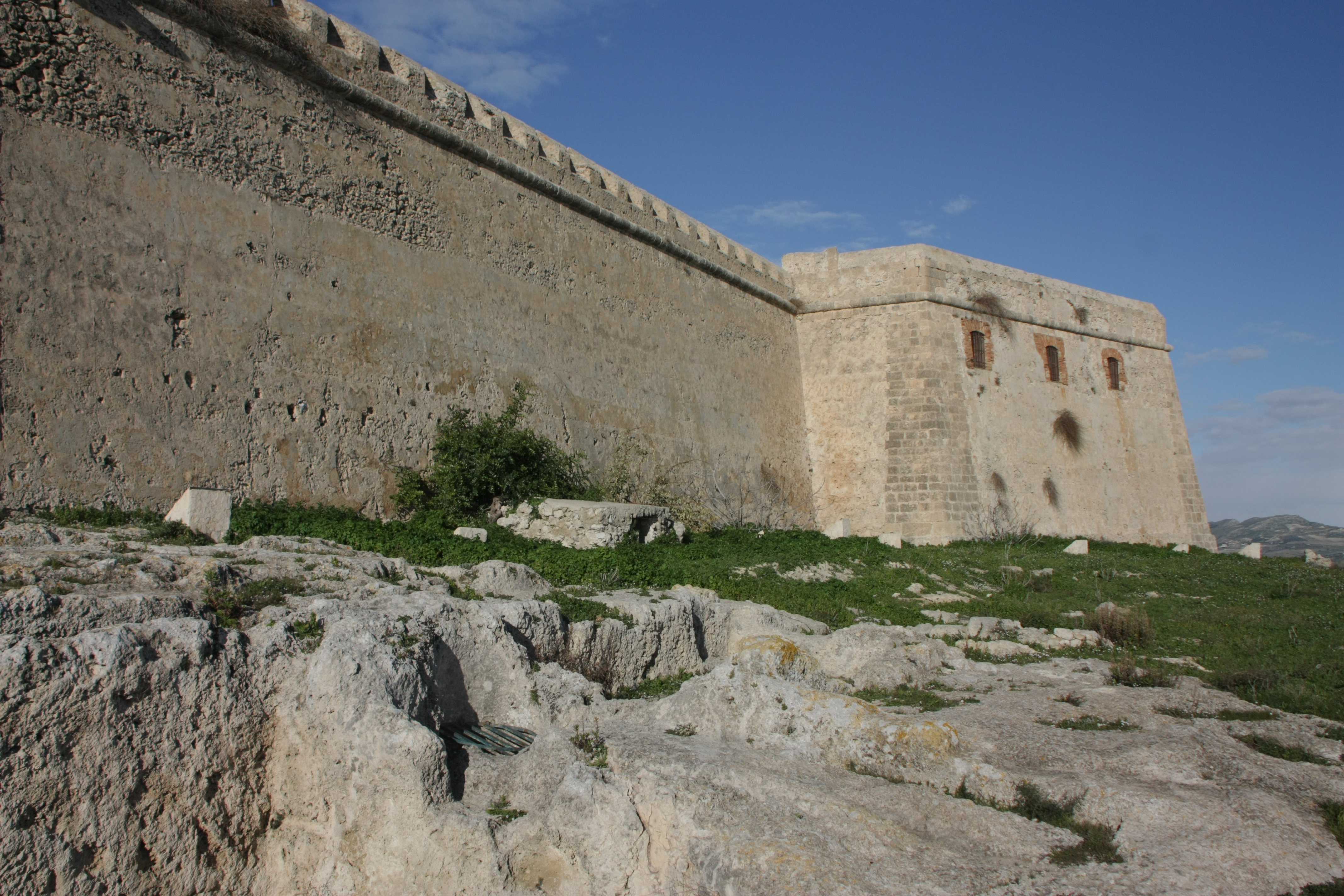
Una parte del muro

L'impianto planimetrico ha forma approssimativamente triangolare, i volumi pieni della preesistente torre di avvistamento e dei locali più bassi si snodano attorno ad una corte triangolare con cisterna ipogea centrale. Il complesso architettonico mostra rigide e continue forme sottolineate all'esterno dalla robusta compattezza dei muri a scarpa e dalle merlature continue; all'interno gli ambienti, diversi per altezza, riescono ad articolare uno spazio più vario, seppure attorno ad un nucleo centrale planimetricamente rigido. Le mura molto spesse e cordonate all'esterno, all'altezza dei merli, si uniscono al possente torrione quadrato per metà interamente riempito.
Ad est, ovest e nord stavano, a cavallo degli spigoli delle cantoniere, su robusti mensoloni, alcune torrette di guardia. Gli alloggiamenti dei soldati, le stalle ed i magazzini furono costruiti lungo tutto il perimetro murario interno. L'accesso era consentito solamente da mezzogiorno, attraverso un ponte levatoio che si gettava su un fossato, che isolava dalla campagna soltanto la grande torre. Di fronte all'ingresso, in fondo al cortile, ad ovest, sotto una grande arcata, stava la cappella del castello, ora non più esistente. Restano appena i segni delle cornici, che probabilmente includevano qualche affresco o dipinto.